# Zot!
A Zot! egy amerikai képregény, amelynek alkotója és rajzolója Scott McCloud, 1984 és 1990 között jelent meg az Eclipse Comics kiadásában. A sorozat egy könnyedebb változata annak a komorabb és erőszakosabb képregénytípusnak, ami abban az időben a képregénykiadás jellemezte.
A kiadványnak 36 része jelent meg, melyből az első tíz szám színes, a további 26 rész fekete-fehérben jelent meg. McCloud a sorozat legfőbb befolyásolójának az Astro Boy alkotóját, Osamu Tezukát jelölte meg, akinek hatására elkészítette első, manga által befolyásolt amerikai képregényét.

## A történet
Jenny Weaver, amerikai lány magányosnak érzi magát új otthonában. Találkozik Zottal, aki átviszi a saját bolygójára, a Sirius IV-re. Ott gonosztevők sora várja őket. pl.: Siriusi Robot, a Devók és 9-JACK-9.
Bár Zot legyőzi őket, később jönnek még mások, és vannak akik visszatámadnak. Egyszer , mikor Zot elmegy Jenny-hez a Földre a kapu bezárul, és nem nyílik ki többé. Zot kénytelen huzamosabb ideig a Földön maradni amíg meg nem találják a sajátjai. Ez idő alatt sok minden éri, pl.: mellbelövés.
Miután sikeresen hazatért, kiderül, hogy Dekko, az őrült cyborg festő mindenkit robottá változtatott, később magát Zotot is. Bár az embereket sikerű megmenteni Dekko elmenekül, és bosszút esküszik.

## Szereplők
- Zot (Zachary T. Paleozogt): A Sirius IV jövőbeli világának népszerű szuperhőse. Rendkívül erős, antigravitációs bakancsot, és lézerpisztolyt használ.
- Jenny (Jennifer Alexander Weaver): Földi lakos, Zot szerelme (bár ez utóbbit tagadja). Nem szereti szülőbolygóját, mert szerinte gyökeresen el van rontva az egész.
- Butch (Horton Everett Weaver): Jenny öccse, aki, miután eltalálták a Devók, mindig majommá változik, ha Zot univerzumában van.
- Peabody: Zot robot segédje, az a tipikus érzéstelen gép, aki kizárólag a logikára hagyatkozik.
- Max: Zot nagybácsija, és egyben nevelőapja is. Szeret barkácsolni, elektromos kütyüket csinálni, és festeni.
- Jenny anyja (Barbara Alexander Weaver): Lelkileg teljesen összeomlott, mióta férje elhagyta őt.
- Terry (Theresa Maria Veras): Jenny leszbikus barátnője, akinek minden vágya, hogy "normális" legyen.
- Pamela: Terry szintén leszbikus barátja.
- Vic (Victor Knight Taylor): Zot barátja.
- Floyd: Vic többfunkciós lebegő gömb alakú robotja.
- Dig (Richard Seedman Digiorgio): Zot pilóta barátja.
- Hack (Joshua Matthew Hacker): Zot műszaki-mániás barátja.
- Woody (Woodrow Wilson Brenstein): Jenny másik, kevésbé esélyes szerelme.
- Spike (Robert Raleight Madison): Woody hiperaktív barátja
- Elizabeth (Elizabeth Madison): Spike húga.
- Ronnie (Ronald Ulysess Curtis): Woody képregénymániás barátja.
- Brandy (Brandy Hendrix Corrigan): Ronnie szerelme, aki sokat aggódik alkoholista anyja miatt.
- George (George Tanaka): Woody együttérző barátja.
- Lucy (Lucy Chow őrmester): Az Ellenállók alvezére.
- Drufus herceg(I. Drufus Aurelius Tauterus): Az Ellenállók vezetője.
- Poláris Rendőrség: Zot világának rendőrei.
- Tanúk: Zot besúgói.
- Cortez: Brazil származású, Max malimbása, ZyBox alkotója. ZyBox később elnyeli, onnantól csak rajta keresztül beszélhet az emberekkel.
- Sarah (Sarah Melpignano): Dekko volt múzsája.

## Gonoszok
- Siriusi Robot: Elszabadult romboló gép-szörnyeteg.
- Bellows (Dr. Ignatius Rombault Bellows): Egykori nagy feltaláló, aki dühös az új találmányokra, mert kiszorítják a saját régimódi találmányait.
- ZyBox: Brazil szuperkomputer, aki az univerzumot is képes elpusztítani, hogy emberi lelket szerezhessen magának. Ebből az okból nyelte el teremtőjét, Cortezt.
- Mágnestobotok: ZyBox mágneses őrei.
- Devók (De-Evolúciósok): A Kék Majom csapat tüntetői, akik azt akarják, hogy az ember térjen vissza a vadonba. Ezt a célt szolgálja pisztolyuk, mellyel az embert majommá változtatják.
- A Devók vezetője: Különleges sisakkal irányítja áldozatait (a Devókat).
- Dekko (Athur Pactrick Dekker): Max barátja, festő rákban megbetegedett testét egy cyborg helyettesíti. Kicsivel a műtét után megőrült, és el akarja pusztítani a Világmindenséget. Ennek először csak az orvosa látja kárát.
- A Blotch (ford.: a Folt): Egy zselé emberalakot öltött, és bankot kezdett rabolni, amíg le nem csukták. Attól kezdve óvatosabb, nagy vágya, hogy elpusztítsa Zotot. Tervei között szerepel a világ összes cégének felvásárlása is (tipikus üzletember).
- A Dreep-ek (magyar nevüket sajnos nem tudom): Hörcsögszerű lények akik szétszéledtek a Siriusról.
- Szabotőr: Egy egér, aki véletlenül beszökött a gépházba, és beindította az önmegsemmisítést.
- 9-JACK-9 (J9AC9K) (ejtsd: nain-dsekk-nain): Azelőtt orvosdoktor volt, és Sir John Sheers, de egy betegség miatt kómába esett. Lelke egy elektromos szellem formájában kiszabadult. Most mint fejvadász járja a galaxist. Ha beírják egy komputerbe hogy: "J9AC9K", akkor rögtön megjelenik. Ha munkát kap, addig nem nyugszik, míg maradéktalanul el nem végzi, de meg is kéri az árát (amiben rendszerint sok-sok 0 van). Ő ölte meg Zot szüleit is.

## Elismerések

### Díjak
- 1985 Jack Kirby-díj a legjobb új sorozatnak[3]
- 1985 Russ Manning legígéretesebb újdonság díja[4][5][6]

### Jelölések
- 1988 Harvey-díj a legjobb rajzolónak[7]
- 1988 Eisner-díj a legjobb számnak vagy egyfüzetesnek - Zot! #14[8]
- 1988 Eisner-díj a legjobb sorozatnak[8]
- 1988 Eisner-díj a legjobb fekete-fehér sorozatnak[8]
- 1988 Eisner-díj a legjobb író–rajzoló párosnak[8]
- 1991 Eisner-díj a legjobb írónak[9]
- 1991 Harvey-díj a legjobb számnak vagy egyfüzetesnek - Zot! #33[9]
- 1991 Eisner-díj a legjobb számnak vagy egyfüzetesnek - Zot! #33[10]
- 1991 Eisner-díj a legjobb sorozatnak[10]
- 1991 Eisner-díj a legjobb fekete-fehér sorozatnak[10]
- 1991 Eisner-díj a legjobb írónak[10]
- 1992 Harvey-díj a legjobb számnak vagy egyfüzetesnek - Zot! #35[11]